# 胡树祥
胡树祥（1952年—），湖北武汉人，汉族，中华人民共和国政治人物、第十一届全国人民代表大会四川地区代表。
毕业于武汉大学哲学专业，是中共党员。担任电子科技大学党委书记和中央财经大学党委书记。2008年起担任全国人大代表。